# Pi-Komplex

pi-Komplex, Zwischenstufe einer Biaryl-Synthese (Ullmann-Kupplung)

Pi-Komplex (π-Komplex) ist ein Begriff aus der Komplexchemie. Damit werden Koordinationsverbindungen bezeichnet, die häufig nur als instabile Zwischenstufen auftreten. Sie basieren auf Wechselwirkungen zwischen Elektronenpaaren einer Doppelbindung und freien Koordinationsstellen, oft denen eines Übergangsmetalls.

## Begriffsproblematik
Häufig bezieht sich die Definition auf die Wechselwirkung eines besetzten π-Orbitals des Liganden mit einer freien Koordinationsstelle (meist ein unbesetztes σ*-Orbital) des Zentralatoms. Jedoch treten auch bei normalen Elektronenpaar-Donatoren (σ-Donatoren) häufig so genannte Rückbindungen auf, also die Wechselwirkung eines π-Elektronenpaars des Zentralatoms mit einem unbesetzten σ*-Orbital des Liganden, die jedoch nicht als Pi-Komplex bezeichnet werden. Aus diesem Grund rät die IUPAC von der Verwendung des Begriffs ab und bevorzugt den Begriff Pi-Addukt für eine gerichtete Wechselwirkung zwischen einem π-Orbital und einem π- oder σ-Orbital, unabhängig davon, ob es sich dabei um Zentralatom oder Ligand handelt. 

## Bedeutung
Am häufigsten findet man π-Komplexe in der organischen Chemie, wo sie große Bedeutung bei der Erklärung von Reaktionsmechanismen haben. In diesem Zusammenhang werden sie häufig bei elektrophilen Additions- und Substitutionsreaktionen genannt. Bekannt sind sie etwa bei Reaktionen zwischen Halogenen wie Brom oder Iod mit einer Doppelbindung oder einem aromatischen System (Benzol) oder als wichtige Zwischenstufen bei der Allylischen Substitution und der Olefinmetathese. Ebenso spielen π-Komplexe bei der Sonogashira-Kupplung und ähnlichen übergangsmetallkatalysierten Kupplungsreaktionen eine Rolle. Im Kupfer-Zyklus, bei dem das Kupferacetylid in situ erzeugt wird, kommt es zur Bildung eines π-Komplexes zwischen den π-Elektronen der Dreifachbindung des endständigen Alkins und dem Kupferatom des als Co-Katalysator benötigten Kupferhalogenids.